# Carl Ford (Footballspieler)
Carl Ford III (* 8. Oktober 1980 in Monroe, Michigan) ist ein ehemaliger US-amerikanischer American-Football- und Arena-Football-Spieler. Er spielte mehrere Saisons auf der Position des Wide Receivers in der National Football League (NFL).

## College
Ford spielte von 1999 bis 2002 College Football an der University of Toledo. In seiner letzten Saison konnte er 79 Pässe für 1.062 Yards fangen und damit als erster Spieler der Rockets die 1.000-Yard-Marke durchbrechen.

## NFL
Ford wurde als 256. Spieler in der siebten Runde des NFL Draft 2003 von den Green Bay Packers ausgewählt. Noch vor Saisonbeginn verletzte er sich am Knie und fiel daher die gesamte Saison aus. 2004 verpflichteten ihn die Chicago Bears für ihren Practice Squad, 2005 wurde er in den Hauptkader befördert. Für die Bears spielte er zehn Spiele. Nachdem er von den Bears entlassen worden war, verpflichteten ihn die Philadelphia Eagles für die restlichen sechs Wochen der Saison 2005.

## AFL
Anfang November 2006 verpflichteten ihn die Chicago Rush aus der Arena Football League (AFL). Am 5. April 2007 wurde er in den Hauptkader befördert, jedoch bereits zwei Wochen später auf der Injured Reserve List platziert. Am 22. Mai 2007 wurde er entlassen.